# Connemara

Em verde escuro, o Condado de Galway. Connemara está dentro (mas nem em toda) a área a oeste de Lough Corrib.

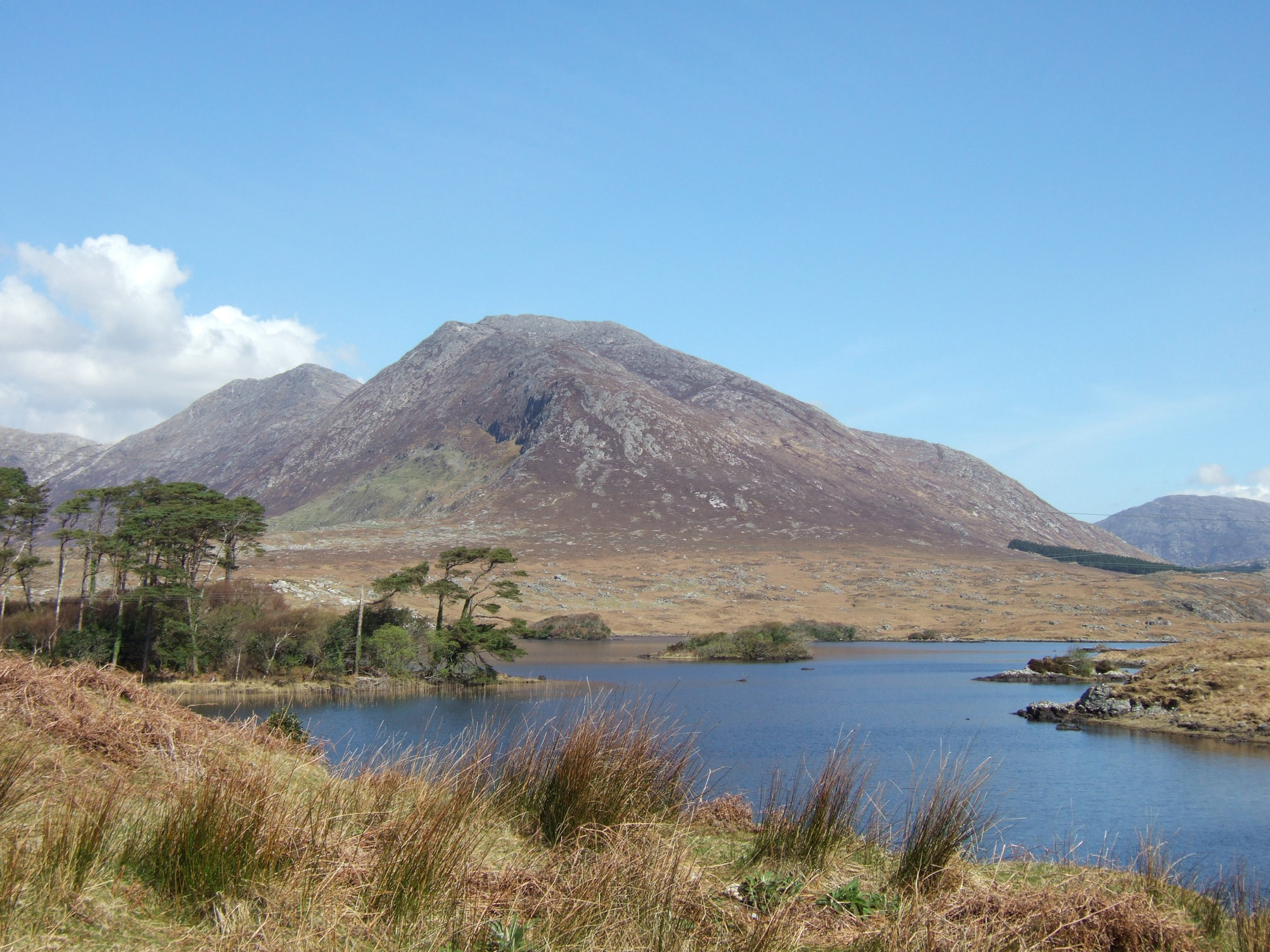
Vista de Conamara. Foto tirada da rua N59.

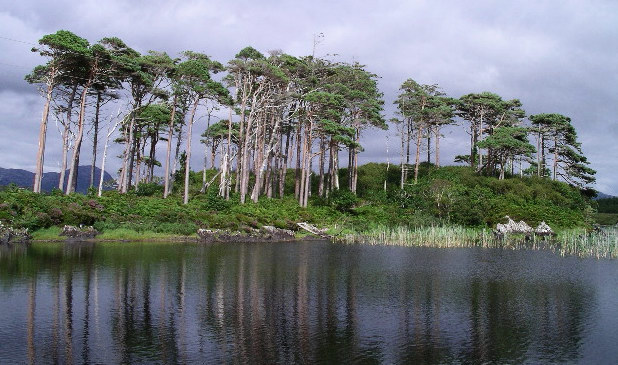
Lago Derryclare.

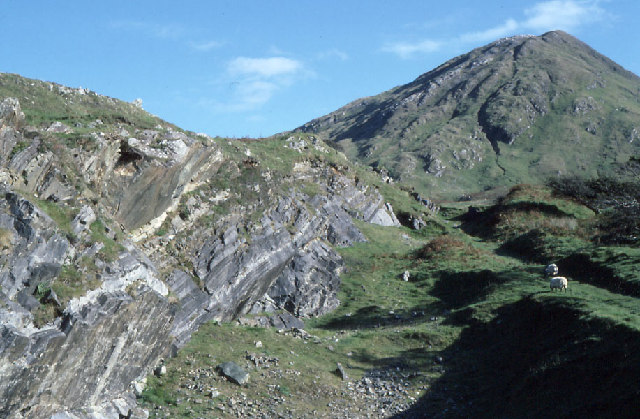
Beann Ghuaire / Diamond Hill, em Connemara.

Connemara (em gaélico: Conamara) que deriva de Conmhaicne Mara (que significa: descendentes de Con Mhac, do mar), é uma região do oeste da Irlanda, no Condado de Galway, sudoeste da província de Connacht. É composta por diversas penínsulas, ilhas, montanhas e lagos. Boa parte da população fala o gaélico irlandês. A maior cidade é Clifden.

## Geografia
É composta por uma ampla península entre Porto de Killary e Cuan Chill Chiaráin / Kilkieran Bay, a oeste de Condado de Galway. O Conmhaicne Mara foi um ramo da Conmhaicne, um agrupamento precoce tribal que tinha um número de sucursais localizadas em diferentes partes de Connacht. Dado que este ramo da Conmhaicne foi localizado à beira-mar que se tornou conhecido como o Conmhaicne Mara, ou seja, do mar. Conamara fica no território de Iar Connacht, "Connacht Ocidental", que é a porção oeste do Lago Corrib do Condado de Galway e da parte de Condado de Mayo na baronia de Ross. Conamara era tradicionalmente dividida em Conamara do Norte e Conamara do Sul. As montanhas de Na Beanna Beola / a Twelve Bens e os rios Owenglin, que corre para o mar em uma Clochán / Clifden, marcou a fronteira entre as duas partes. Conamara é delimitada, a oeste, sul e norte pelo Atlântico. A fronteira terrestre de Conamara com o resto do Condado de Galway é marcada pelo rio Invermore (que corre para o norte da baía de Cill Chiaráin), Loch Oorid, (que fica a alguns quilômetros a oeste de An Teach Dóite, e da parte ocidental da coluna da Maumturks montanhas no norte do que o limite do mar reúne na Killary a poucos quilômetros a oeste de Leenaun.

## Etimologia
O termo Conamara agora é comumente utilizado (embora incorretamente) para descrever todo o oeste do Condado de Galway em relação ao Lago Corrib. Conamara é frequentemente utilizado para descrever o Gaeltacht (áreas onde se fala irlandês), no entanto, este é impreciso, uma vez que alguns destes domínios estão fora do âmbito tradicional da fronteira da Conamara. Outro equívoco é que a fronteira oriental da Conamara termina em torno de Indreabhán e An Teach Dóite.

## História
O clã de Ó Cadhla (Kealy) foi o governante da Conamara até o século XIII, quando foram tirados desta posição pelo O Flahertys que fugiram de Maigh Seola pra Iar Connacht durante a invasão Inglesa em Connacht, no início dos anos 1200. O clã de Mac Conghaile (Conneely) como o clã de Ó Cadhla também é um ramo da Conmhaicne Mara.

## Subdivisões
Conamara é composto das freguesias Católica de Carna, Clifden (e Omey Ballindoon), Ballinakill, Roundstone e Inishbofin. O território inclui as freguesias de Moyrus civil, Ballynakill, Omey, Ballindoon e Inishbofin (a última freguesia foi, durante algum tempo parte do território da Clann UI Mháille, o Ó Malleys do território do Umhall, County Mayo).

## Geografia
A costa de Conamara consiste em uma série de penínsulas. A península de Iorras Ainbhtheach (por vezes chamado para Iorras Aithneach) no sul é a maior e inclui as aldeias de Carna e Cill Chiaráin A península de Errismore consiste na zona oeste da vila de Ballyconneely. A península de Errisbeg encontra-se ao sul da aldeia de Roundstone. A península de Errislannan é situada ao sul da cidade de Clifden. As penínsulas de Aughris, Cleggan e Rinville (ou Renvyle) são encontradas no noroeste de Connemara. Existem numerosas ilhas encontrada ao longo da costa de Conamara de Inishbofin que é o maior, inclui outras ilhas Omey, Inishark, High Island, Ilha Frades, Feenish e Mweenish.
A principal cidade de Connemara é Clifden. A área ao redor da cidade é rica em túmulos megalíticos. O famoso "mármore verde" ou branco de Conamara foi um tesouro comercial utilizados pelos habitantes da época, e continua a ser de grande valor hoje. É utilizado para o pingente que torna-se a Prêmio de Chefe de Escotismo Irlandês, o maior prêmio de Escotismo irlandês

## Aldeias e cidades notáveis em Conamara
- Clifden
- Carna
- Cloch nd Ron/Roundstone
- Baile Mhic Chonghaile/Ballyconneely
- Claddaghduff (para Omey Island)
- Um Cloigean/Cleggan (para Inishbofin).
- Leitir Fraic/Letterfrack
- Cill Chiaráin
- Renvyle (Rinn Mhaoile)

## Na cultura popular
O cantor francês Michel Sardou escreveu uma canção popular sobre a região, intitulada Les Lacs du Connemara.